# Telomeer

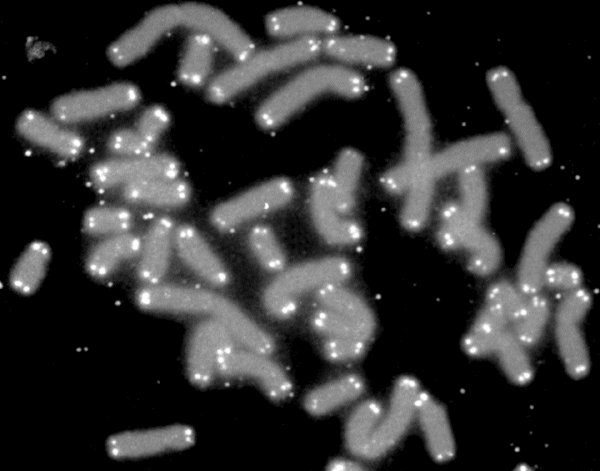
Chromosomen (grijs) van de mens met aan de uiteinden de telomeren (wit)

Een telomeer (Grieks: τέλος, télos, eind en μέρος, méros, deel) is het uiteinde van een chromosoom en bestaat deels uit dubbelstrengs en deels uit enkelstrengs DNA, ingekapseld in beschermende eiwitten. Een telomeer komt niet voor bij prokaryoten met een ringvormig chromosoom. Oude cellen hebben chromosomen met een korter telomeer dan jonge cellen. Een uitzondering hierop werd echter in 2003 ontdekt bij het Vaal stormvogeltje, waarbij de telomeren bij het ouder worden van de vogel juist in lengte toenemen.  Kortere telomeerlengte is geassocieerd met een hoger risico op hart- en vaatziekten en verouderingsziekten in het algemeen, maar het is nog onduidelijk of dit een oorzakelijk verband is.
Een telomeer is te vergelijken met het plastic uiteinde van een veter (nestel). Bij iedere deling rafelt het uiteinde een stukje uit en uiteindelijk kan de cel niet meer delen en sterft. Menselijke cellen bereiken dit stadium na zo'n vijftig, zestig delingen. Als de telomeerlengte behouden blijft, kan de cel zich blijven delen zonder dood te gaan. Onder de microscoop is een telomeer zichtbaar als een oplichtend puntje.
Elizabeth Blackburn, Carol Greider en Jack Szostak wonnen in 2009 de Nobelprijs voor de Fysiologie of Geneeskunde voor hun ontdekking van de beschermende werking van telomeren tijdens celdelingen.

## T-loop
Een telomeer bestaat uit repeterende stukjes DNA dat de belangrijke genen beschermt tegen het korter worden van de chromosomen. Ook is het telomeer belangrijk voor de stabiliteit van het chromosoom.
Bij de mens bestaat het repeterende stukje DNA uit de sequentie TTAGGG en is het telomeer tussen de 3 en 20 kilobasen lang. Tussen het telomeer en de rest van het chromosoom zit nog een stukje dat 100 tot 300 kilobasen lang is. Hierdoor kan het telomeer een soort lasso, T-loop, vormen. De sequentie verschilt per organisme, maar bevat gewoonlijk veel GC (Guanine en Cytosine) nucleotiden.

## Telomerase
Tijdens de celdeling wordt het DNA via replicatie verdubbeld. Het enzym DNA-polymerase kan echter het eind van het chromosoom niet repliceren, omdat het voortijdig van het DNA afvalt. Hierdoor worden bij elke celdeling de chromosomen korter. Het enzym telomerase dat een reverse-transcriptase is, kan een telomeer weer langer maken en komt voor in de kiembaancellen die de geslachtscellen maken, stamcellen, kankercellen en protozoa. In het vroege ontwikkelingsstadium van een embryo is telomerase verantwoordelijk voor het maken van de telomeren, maar na de geboorte wordt het telomerasegen onderdrukt. Cellen die in staat zijn om dit telomerasegen te reactiveren, worden onsterfelijk. Bij circa 85% van de kankercellen is het telomerase-enzym weer actief geworden. In de kankertherapie zijn daarom diverse medicijnen in ontwikkeling die het telomerase-enzym onderdrukken.
Telomerase bestaat uit een enzymatisch deel en een RNA deel, de complementaire sequentie.

## DNA-herstelmechanisme
Elke cel beschikt over een DNA-herstelmechanisme dat beschadigd DNA repareert. Als het DNA te veel beschadigd is en niet meer hersteld kan worden, stopt de cel met delen of gaat dood. Als het telomeer 4 kilobasen kort is geworden kan het geen lus meer maken en ziet het DNA-herstelmechanisme het eind van het chromosoom als een gebroken chromosoom waardoor de cel stopt met delen of dood gaat.

## Klonen
Bij klonen van cellen vertrekt men van cellen die al kortere telomeren hebben. Het nieuw organisme vertrekt dus met kortere telomeren.
| Groep                    | Organisme | Telomeer repeterend stukje DNA (repeat) (5' → 3' richting eind) |
| ------------------------ | --- | --- |
| Gewervelden              | Mens, muis, Xenopus | TTAGGG |
| Draadvormende schimmels  | Neurospora crassa | TTAGGG |
| Slijmzwammen             | Physarum, Didymium Dictyostelium | TTAGGG AG(1-8) |
| Kinetoplastiden protozoa | Trypanosoma, Crithidia | TTAGGG |
| Ciliophora (protozoa)    | Tetrahymena, Glaucoma Pantoffeldiertjes Oxytricha, Stylonychia, Euplotes                                                                                          | TTGGGG TTGGG(T/G) TTTTGGGG |
| Apicomplexan (protozoa)  | Plasmodium | TTAGGG(T/C) |
| Hogere planten           | Arabidopsis thaliana | TTTAGGG |
| Groene algen             | Chlamydomonas | TTTTAGGG |
| Insecten                 | Bombyx mori | TTAGG |
| Rondwormen               | Ascaris lumbricoides | TTAGGC |
| Celdelende gisten        | Schizosaccharomyces pombe | TTAC(A)(C)G(1-8) |
| Knopvormende gisten      | Saccharomyces cerevisiae Candida glabrata Candida albicans Candida tropicalis Candida maltosa Candida guillermondii Candida pseudotropicalis Kluyveromyces lactis | TGTGGGTGTGGTG (van RNA 'mal' (template)) of G(2-3)(TG)(1-6)T (consensus) GGGGTCTGGGTGCTG GGTGTACGGATGTCTAACTTCTT GGTGTA[C/A]GGATGTCACGATCATT GGTGTACGGATGCAGACTCGCTT GGTGTAC GGTGTACGGATTTGATTAGTTATGT GGTGTACGGATTTGATTAGGTATGT |